# 白旗村
白旗村（しろはたむら）は、かつて熊本県上益城郡にあった村。

## 沿革
- 1889年（明治22年）4月1日 - 町村制施行に伴い上益城郡早川村、糸田村、白旗村、芝原村、吉田村が合併し、白旗村が発足。
- 1955年（昭和30年）1月1日 - 上益城郡甲佐町、宮内村、龍野村、乙女村と合併し、甲佐町となる。

## 学校
- 白旗村立白旗小学校

## 出身著名人
- 富永猿雄（貴族院多額納税者議員）